# Josep Francesc d'Alòs i de Rius
Josep Francesc d'Alòs i de Rius   (Barcelona, 1689 - Madrid, 18 de setembre de 1757) fou un magistrat filipista, fill de Josep d'Alòs i de Ferrer i germà d'Antoni d'Alòs i de Rius.

## Biografia
Acabada la Guerra de Successió, el 1714 fou nomenat relator de la superintendència de José Patiño. El 1718 era l'alcalde major del corregiment de Barcelona, el 1720 corregidor perpetu i fins i tot arribà a presidir l'Audiència (1742-1757). Fou ennoblit el 1748 amb el títol de marquès de Puerto Nuevo i vescomte de Bellver. El 1752 va entrar a l'Acadèmia de Bones Lletres de Barcelona i li va donar un nou impuls.